# サンタ・ルシア島

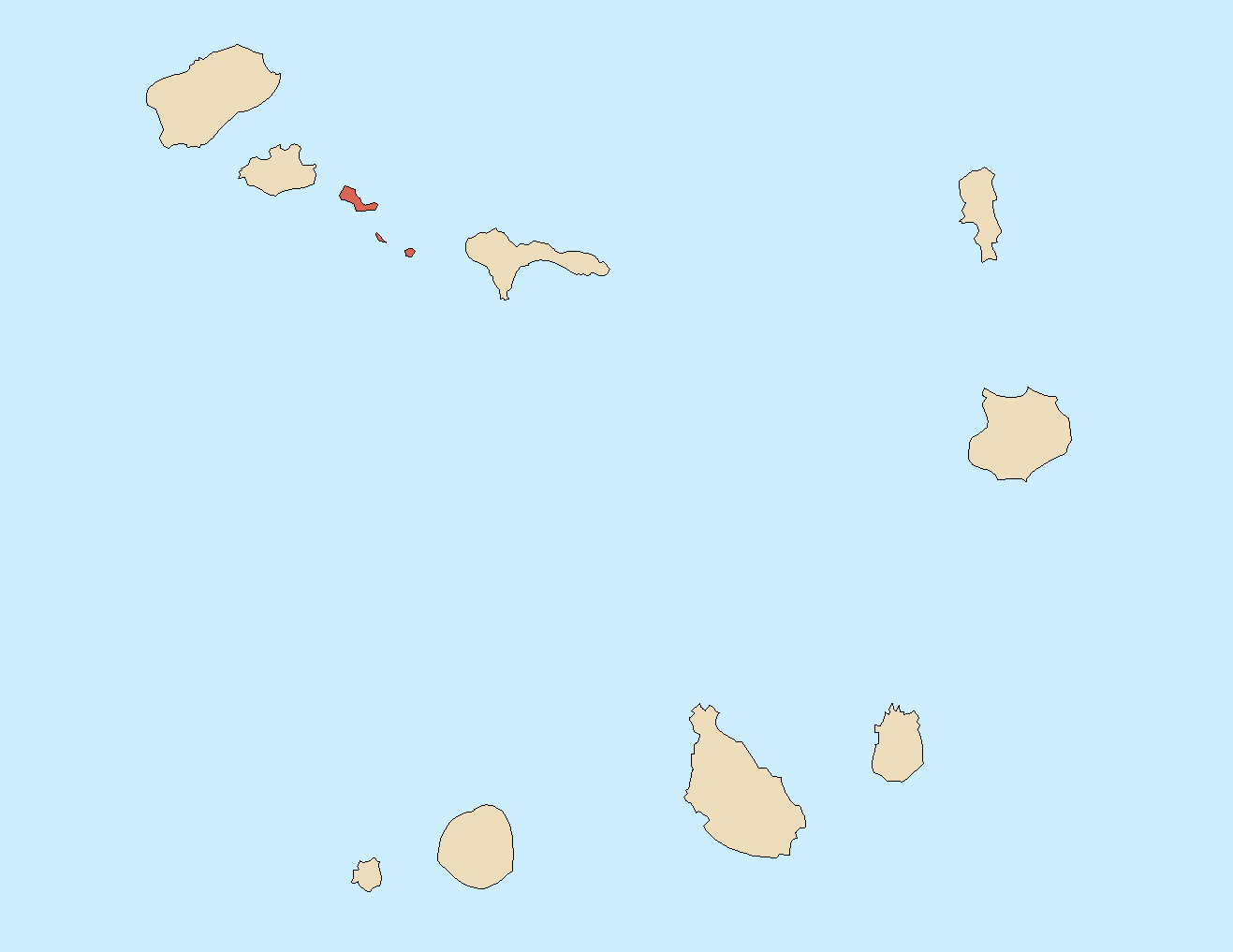
サンタ・ルシア島の位置

サンタ・ルシア島 （Santa Luzia）は、カーボベルデ、バルラヴェント諸島の島。島の名は、聖ルチアにちなむ。
サン・ニコラウ島とサン・ヴィセンテ島の間にある。18世紀までは小さな農業人口の島であったが、砂漠化が進み打ち捨てられた。一時はキリスト教の隠者が生活した。現在は無人島である。20世紀に入ってから、気象学観測所が設置された。
座標: 北緯16度45分41秒 西経24度44分38秒 / 北緯16.76139度 西経24.74389度